# Henryk Gajewski
Henryk Gajewski (ur. 6 lipca 1948 w Białymstoku). Fotograf, filmowiec, artysta wizualny, performer, animator kultury, wydawca, autor tekstów nt. sztuki najnowszej, kurator wystaw, organizator i promotor koncertów muzyki alternatywnej, głównie środowiska punkowego w latach 1979-1981 (zespół "Tilt").
W latach 60. był najmłodszym członkiem Białostockiego Towarzystwa Fotograficznego. W 1967 roku ukończył naukę w Technikum Elektrycznym (specjalność: radio-telewizja). W latach 1968–69 studiował w studium Nauczycielskim w Białymstoku otrzymując w czerwcu 1969 roku dyplom Wydziału Fizyki i Matematyki.  W lutym 1970 roku rozpoczął Studia na Wydziale Elektroniki Politechniki Warszawskiej. 1 kwietnia 1972 roku został kierownikiem nowo powstałej Galerii Remont w Centrum Klubowym Riviera - Remont SZSP Politechniki Warszawskiej i był nim do końca jej istnienia tj. 6 listopada 1979 roku. Tworzył jej program, nadając placówce charakter laboratorium i miejsca dokumentacji sztuki współczesnej. W latach 1972 – 1973, oprócz wystaw organizował spotkania artystów oraz dyskusje teoretyczne z udziałem publiczności, zapraszając na nie twórców z Polski i ze świata. Założyciel wydawnictwa „ART TEXT” publikującego książki o sztuce (1976), założyciel Sieci Telewizji Studenckiej "STv", (1978), od 1975 roku członek Związku Polskich Artystów Fotografików.
W 1982 r. wyemigrował do Holandii, mieszka w Amsterdamie.

## Ważniejsze wystawy, wydarzenia i performance'y
- „Ona”, Galeria Remont, 1972
- „Cykl”, Galeria Remont, 1972
- „Dokument" - Galeria Znak, Białystok
- Henryk Gajewski, Andrzej Jórczak, Krzysztof Wojciechowski, 1972
- „Zapisy śmierci”, 1973
- „Sufit”, Galeria Znak, Białystok, 1973
- „Andy Warhol”, Galeria Remont, 11.11.1974
- „I am  standing here” udział w wystawie międzynarodowej i performance, Chalon sur Saône, Francja, 1975
- „Przedfakty” Dokumenta w Kassel, 1977
- Transmisja video Aarhus Kunstmuseum, Dania, 1977
- Contextual Art, Galeri St.Petri, Lund, Szwecja, 1979 (wraz z Z.Dłubak, W.Bruszewski, A. Jórczak, A. Kutera, R. Kutera, Lech Mrożek, J.Świdziński)
- Międzynarodowe spotkanie artystów pn. „I am – international artists’ meeting” (1978) z udziałem 50 artystów z Czechosłowacji, Węgier, Holandii, NRD, Francji, Włoch, Szwecji, Anglii, Belgii, Kanady, USA, Kolumbii, Meksyku, Japonii i Polski
- „Other Child Book” , PKiN Warszawa, 1979;  Galeria Znak, Białystok, 1981